# インターネットラジオ カレイドスター そらとレイラの すごい ○○
『インターネットラジオ カレイドスター そらとレイラの すごい ○○』（インターネットラジオ カレイドスター そらとレイラの すごいまるまる）は、2004年6月7日から2006年6月5日まで音泉・BEWEで配信されたアニラジ番組。略称は「すごラジ」。

## 概要
『カレイドスター』のインターネットラジオ番組で、音泉にて毎週月曜日に配信された。パーソナリティは広橋涼（苗木野そら役）と大原さやか（レイラ・ハミルトン役）。

TVアニメ放送終了の2ヶ月後にスタートするという珍しいケースの番組だが、天然ボケの2人が時にツッコミにまわる番組進行で、作品連動番組としては異例の2年にわたる長寿番組となった。『うたわれるものらじお』開始までは、音泉で最もアクセス数（＝聴取率）の多い番組でもあった。番組の挨拶は「すごにちは」、「すごすご」など。毎回採用されたメールの中から最大3名に、広橋と大原の直筆メッセージなどがプレゼントされた（第8回より）。

2006年5月に番組終了が発表され、最終回は時間を大幅に拡大（1時間11分18秒+おまけ23分9秒）してリスナーへの感謝の意を示した。番組終了後の2006年8月頃には、第84回（2006年1月23日配信分）が再配信された。なお、番組の略称である『すごラジ』は、番組開始告知時の仮タイトル「そらとレイラの すごい ラジオ」に由来する。

2014年4月7日から「カレイドスター 〜10年目の すごい Blu-ray BOX〜＜豪華版＞」（同年6月3日発売、特典に新規に収録された本番組の復活版CD）の発売を記念して、過去に配信された『すごラジ』から厳選して、全13回にわたって6月30日まで毎週月曜日に再配信されていた。本編前にはその回の配信に合わせた広橋と大原が当時を振り返ったトークが冒頭に追加されている。
2014年7月5日に、ニコニコ生放送『インターネットラジオステーション＜音泉＞10周年記念24時間生放送』内にて当番組が参加番組として生配信された。

## コーナー
※コーナーによっては休止の回もある
そらとレイラの すごい ○○（今週の すごい ○○）
オープニングドラマ後にコールされる番組サブタイトルの、『○○』の部分を考えて送るコーナー。
みんなからの すごい フツオタ
リスナーからの普通のお便り。「カレイド」に関係ないお便りも可。
フールはいないけど すごい タロット占い
リスナーの悩みに2人がアドバイスを送る。最初の相談は偶然スタジオ前を通りかかったお笑いコンビ・はりけ〜んずの前田登からのものだった。
そら……私のラジオになってよ
リスナーに「ラジオ」の部分にいれる単語とその解説を送ってもらい、大原がそれをもとにアドリブで広橋と掛け合うコーナー。第1回の「ダンゴムシ」で一気に人気コーナーとなる。
以後、「ダンゴムシ」は他のコーナーやトーク内でもネタにされるようになった。
言いたいことを すごい 言っちゃう!ちゃ!ちゃう!
番組の最後にみんなからのメッセージを紹介する。
やってやれない事はない やらずに出来たら超ラッキー（#05〜）
広橋に挑戦してもらいたい事をリスナーから募集。第9回の健康ミックスジュースを飲むというお題から、いわゆる「レイラ汁」が誕生した。途中からは大原も挑戦に加わった。
あなたには失望したわ（#09～#102）
自分の犯した過ちをわざわざレイラに報告し、失望してもらうコーナー。内容によっては、「失望」が「絶望」や「最低」になることもあった。
トゥイントゥイン…何?（#40〜#102）
「上の句ボックス」・「下の句ボックス」から選んだ単語で新しい技名を作り、その技の解説を行う。引きによっては絶妙な組み合わせになることもあれば、微妙になることもあった。
コーナーの始めに大原が弟・崇を使ったミニコントをする。
カレイド川柳（#72〜#103）
アニメ本編・ラジオ・パーソナリティなどをネタにした川柳を募集。
いたの、ケン?
理不尽だと思ったことを募集するコーナー。ただし、ケンの存在感の薄さを象徴するかのように、このコーナーはほとんど行われることがなかった。

## ゲスト
- 佐藤順一/監督 #03、#27、#34、35、#66、#67
- 島涼香/マッコリー・トンプソン役 #11
- 下野紘/ケン・ロビンス役 #12
- 西村ちなみ/ミア・ギエム役 #21、#102
- 久川綾/サラ・デュポン役 #27
- 池田東陽/プロデューサー #34、#66、#67
- 斉藤圭[5]・橋本太知 #41
- 渡辺明乃/アンナ・ハート役 #51
- 中原麻衣/メイ・ウォン役 #59
- 斎藤桃子[6] #66
- 平池芳正/助監督、監督 #67、#97
- 追崎史敏/キャラクターデザイン、総作画監督 #76、#97
- 岩田光央[7] #92
- 福井裕佳梨[8] #96

## エピソード
- 第2回放送で、音泉内でアクセス数トップの番組になったことが明かされた。また、アクセス集中により接続しにくい状況も発生した。
  - 第4回収録日の時点で8万件、以後も毎月約15万件[9]のアクセスを記録した。
- アドリブでの掛け合いがあることから、「私のラジオになってよ」のコーナーに苦手意識を持つ大原が、第2回でお題の入れられた金の箱を見て「忌まわしき金のボックスだわ」と発言。これを受け第3回よりその箱は「忌まわしき黄金ボックス」と呼ばれることとなった。この箱は音泉の他番組でも使われたため、「忌まわしき〜」の名は広く知られるようになる。
- 第9回で、大原が酒席でスタッフにおしぼりを投げつけることがリスナーにより暴露された[10]。これをきっかけに、レイラがおしぼりを投げるイラストが投稿されたり、大阪のイベントで大原におしぼりが差し入れられたりした。
- 第32回では、西川貴教が企画・デザインするブランドDEFROCKの写真集のタイトルが「RAY OF LIGHT」だという投稿をきっかけに、西川が自身のラジオで「カレイド」のファンだと発言したことが分かる。興奮した大原はスタッフに出演交渉を求めた（大原自身は偶然と思ってメールを採用していた）。
- 番組開始時から音泉会員専用HPでは『本日の「すごい」度』（2人が番組中に「すごい」と言った回数をカウントしたもの）が表示されていたが、回数の減少やスタッフの多忙さなどから更新が滞るようになり、第36回をもって終了となった。
- 「都道府県は52個」、愛知県を名古屋県と間違えるなど、大原の地理の弱さにまつわるエピソードは枚挙にいとまがない。第48回で『バカ日本地図』を紹介したところ、AMAZONのランキングが上がるなどの反響があった。
- 第78回では、『Legend of phoenix』上映会の感想から「ママチャリに乗っているレイラが見てみたい」という話になり、大原がラジオ越しにラジオCDのジャケットなどを手がけるイラストレーター・しのざきあきらにお願いしたところ、80回でイラストが届けられた。
- ドラマCD「カレイドスター サウンドイリュージョン 明日の すごい カレイドスター」全4作が発売前に先行放送された。
- ロゼッタの人気の高さから、番組企画段階ではパーソナリティを「そら（広橋）＆ロゼッタ（水橋かおり）」にする案があった[11]。

### イベント
- 最初のイベントは、2004年11月7日の「そらとレイラのすごいトークショー in 大阪」。会場は大阪・JUNGLE in→dependent theatre 2nd で、広橋・大原・池田P・やまけんが出演。第24回では、ふつおた特集を組みイベントを振り返った。
- 2004年12月4日に、「明日の すごい カレイドスター・アリエスステージ」発売を記念して第1回の公開録音が行われた。会場は、京王線聖蹟桜ヶ丘駅ビル内のアウラホール。ゲストは佐藤監督・久川綾。公開録音の模様は第27回で配信された。
- 2005年4月2日に、『東京国際アニメフェア2005』（東京ビッグサイト）音泉ブースにて、ラジオCDクール1 予約者を対象にサインお渡し会を実施した。
- 2005年7月17日には、「そらとレイラのすごい○○」1周年記念イベント『翼は夢　そして2周年へ!』で第2回の公開録音が行われた。会場は小岩アーバンプラザで、広橋・大原・池田P・やまけんのほかシークレットゲストとして中原麻衣が出演した。公開録音の模様は第59回で配信された。
  - 公録内および第60回放送で、鳥取・愛媛・熊本・宮城からの参加者がいたことが紹介された。
- 2005年10月30日には、ラジオCDクール2 発売記念トークイベントを秋葉原のキュアメイドカフェで開催した。

## ラジオCD
- 『カレイドスターそらとレイラのすごい○○ ラジオCD クール(1)』ブロッコリー、2005年6月8日。ASIN B002KQ0DAO。

特別版に「変身縦笛少女マジカルさぁや」第1話を収録した特典CDが付属
- 『カレイドスターそらとレイラのすごい○○ ラジオCD クール(2)』ブロッコリー、2005年9月30日。ASIN B002KQ2FO6。

特別版に「変身縦笛少女マジカルさぁや」第2話およびボイスタロット占いを収録した特典CDが付属
- 『カレイドスターそらとレイラのすごい○○ ラジオCD クール(3)』ブロッコリー、2005年12月22日。ASIN B001DDN66I。

特別版に特典CDが付属
- 『カレイドスターそらとレイラのすごい○○ ラジオCD クール(4)』ブロッコリー、2006年3月24日。ASIN B001DDSLSG。

特別版に特典CDが付属
- 『カレイドスターそらとレイラのすごい○○ ラジオCD クール(5)』ブロッコリー、2006年6月30日。ASIN B001DDQMKU。

特典として音泉版：オリジナルタンブラー、ジーストア版：オリジナルステッカー
- 『カレイドスターそらとレイラのすごい○○ ラジオCD クール(6)』ブロッコリー、2006年6月30日。ASIN B001DDQMLY。

特典として音泉版：オリジナルタンブラー、ジーストア版：オリジナルステッカー
- 『カレイドスターそらとレイラのすごい○○ ラジオCD クール(7)』ブロッコリー、2006年7月28日。ASIN B00TYL3V52。
- 『カレイドスターそらとレイラのすごい○○ ラジオCD クール(8)』ブロッコリー、2006年6月30日。ASIN B001DDN8GG。

特典として音泉版：「録りおろしおまけCD」、ジーストア版：オリジナル湯のみ
- 『カレイドスターそらとレイラのすごい○○ ラジオCD クール(9)』ブロッコリー、2006年6月30日。ASIN B001DDOOSC。

特典は音泉版：「録りおろしおまけCD」、ジーストア版：オリジナル湯のみ